# Adolf Vodáček
Adolf Vodáček (13. dubna 1905 Boskovice – 1. února 1998) byl český a československý politik Československé strany lidové a poúnorový poslanec Národního shromáždění ČSR. V roce 1949 vytlačen z politických funkcí pro nesouhlas s proticírkevní politikou režimu.

## Biografie
Pocházel z rodiny dělníka Adolfa Vodáčka (1863-1931) a Amálie rozené Suché. Od tří let navštěvoval klášterní školu a už jako malý hoch začal ministrovat a učit se latině. V dubnu 1919 nastoupil Adolf Vodáček do boskovické tiskárny Františka Šaška jako sazečský učeň. V roce 1923 získal výuční list. Od roku 1922 byl členem boskovického Orla. Od září 1924 pracoval v tiskárně ve Valašském Meziříčí. V letech 1927-1929 absolvoval vojenskou službu, pak se vrátil krátce do tiskárny ve Valašském Meziříčí, ale podal výpověď a v listopadu 1929 nastoupil do Společenské tiskárny v Přerově. Zde potkal svou budoucí manželku Emilii Houžvovou, kterou si roku 1933 vzal. Od února 1931 pracoval v tiskařské firmě Kryl a Scotti v Novém Jičíně, po krátké době ale byl propuštěn, vrátil se do Boskovic a byl delší dobu nezaměstnaný. Od roku 1932 byl členem Československé strany lidové. V roce 1933 se vrátil do tiskárny ve Valašském Meziříčí. V tomto městě se stal jednatelem místní organizace ČSL a členem Krajské lidové rady ČSL v Ostravě, angažoval se v místním Orlu a divadelním spolku. Byl aktivní v odborech. V dubnu 1937 nastoupil na pozici sazeče v brněnském podniku Melantrich a usídlil se v Králově Poli. I zde byl veřejně aktivní, ale musel čelit tlaku vedení závodu na to, aby vstoupil do Československé strany národně socialistické. Odešel pak z firmy, pracoval krátkodobě ve Vyškově a od roku 1938 v Lidových závodech tiskařských a nakladatelských v Olomouci. Až do zrušení Orla byl aktivistou jeho místní pobočky. V roce 1942 byl totálně nasazen v Německu. V březnu 1945 odtud utekl v souvislosti s blížícím se příchodem fronty. Po zbytek války se skrýval.
16. května 1945 nastoupil opětovně do olomouckých Lidových závodů tiskařských a nakladatelských, ale brzy nato přijal nabídku práce ve Valašském Meziříčí. V tomto městě se stal členem Revolučního národního výboru, předsedou závodní odborové skupiny ROH a předsedou okresního a později i krajského výboru Svazu pracovníků v průmyslu tiskárenském a knihařském. Při návštěvě prezidenta republiky Edvarda Beneše v Olomouci 21. února 1947 byl Vodáček členem delegace, která prezidenta jménem olomouckého dělnictva pozdravila.
Během únorového převratu v roce 1948 patřil v rámci lidové strany k frakci loajální vůči KSČ, která v ČSL převzala moc a proměnila ji na loajálního spojence komunistického režimu. Tento svůj krok vnímal později jako pasivně učiněný na základě vnějších okolností (V roce 1948 byl jsem donucen jako dělnický pracovník přijat kandidaturu do Národního shromáždění ... když jsem tehdy tuto funkci přijímal, říkal jsem tehdejšímu krajskému tajemníku KSČ, že jedině za podmínky, že se nebudou opakovat útoky protináboženské a proticírkevní. Jinak že se beze všeho vzdám). 25. února 1948 byl zvolen do předsednictva Krajského Akčního výboru Národní fronty a 28. února 1948 se stal také členem krajského akčního výboru Československé strany lidové s funkcí jednatele. 16. března 1948 byl navíc zvolen cenovým referentem rady Místního národního výboru v Olomouci. Marně se snažil brzdit některá nová opatření nového režimu (likvidace listů Osvobozený našinec a Rozsévač).
Ve volbách v roce 1948 byl zvolen do Národního shromáždění za ČSL ve volebním kraji Olomouc. V parlamentu zasedal do srpna 1949, kdy rezignoval a místo něj nastoupila Marie Šachová. Musel pak ale čelit výtkám režimu, že na Olomoucku bylo v těchto volbách odevzdáno vysoké procento bílých lístků (při absenci možnosti volby opozičních stran to byl jediný způsob vyjádření nespokojenosti voličů). V srpnu 1948 se podílel na přípravě konference moravských krajských zástupců ČSL v Kroměříži. Byl také spoluorganizátorem stranických školení ČSL.
V roce 1949 se opakovaně ocital před dilematy, kdy musel jako poslanec přihlížet postupnému omezování činnosti církví. V květnu 1949 se přimlouval neúspěšně na ministerstvu informací o obnovení věstníku Acta curiae. Režim se pokusil Vodáčka zapojit do takzvané Katolické akce, která měla za cíl rozštěpit katolický tábor a vytvořit v něm prostátní a prokomunistickou frakci. Vedení ČSL tuto akci podpořilo. V reakci na to přijal díky Vodáčkově iniciativě Krajský Akční výbor ČSL v Olomouci kriticky formulovanou rezoluci, v níž vyjádřil nesouhlas s bojem státu proti katolické církvi a s Katolickou akcí. Předseda strany Alois Petr reagoval svoláním mimořádného zasedání Krajského Akčního výboru ČSL v Olomouci 25. července 1948. Rezoluci označil za porušení stranické disciplíny a konstatoval, že musí být odvolána, jinak budou následovat sankce. 22. srpna 1949 podepsal Vodáček před Aloisem Petrem svoji rezignaci na poslanecký mandát.
Po odchodu z parlamentu nastoupil do tiskárny IGO v Olomouci. Přestal se také angažovat v odborech. V roce 1950 byl přeložen do jiného podniku a později byl propuštěn. 9. ledna 1951 nastoupil ve železárnách Sigma-Kosmos v Hodolanech jako pomocný dělník v oddělení výroby bruslí. V únoru 1958 byl propuštěn a našel si práci v národním podniku MILO Olomouc jako člen dvorní čety. Zde setrval až do odchodu na penzi v dubnu 1965. Veřejně se angažoval ve spolkové činnosti (pěvecko-hudební spolek Žerotín, Spolek českých bibliofilů, Klub přátel výtvarného umění, Vlastivědný spolek muzejní). Během pražského jara se zapojil aktivněji do činnosti organizace ČSL v Olomouci. Udržoval korespondenci s meziválečným politikem Aloisem Kaderkou. Po invazi vojsk Varšavské smlouvy do Československa vystoupil v srpnu 1970 z ČSL.